# Mihai Țurcanu
Mihai Țurcanu, né le 2 novembre 1975 à Botoșani, est un homme politique roumain, membre du Parti national libéral.

## Biographie
Il est devenu membre du Parlement européen en mars 2015 en remplacement d'Eduard Hellvig.